# Коул, Кози
Кози Коул (англ. Cozy Cole; настоящее имя Вильям Рэндольф Коул, англ. William Randolph Cole; 17 октября 1909, Ист Орэндж, Нью-Джерси, США — 31 января 1981, Колумбус, Огайо) — американский джазовый барабанщик. Один из знаменитых барабанщиков эпохи свинга.
Коул оказал влияние на многих барабанщиков, в том числе Кози Пауэлла, который взял себе сценическое имя Кози именно в честь Кози Коула.

## Биография
Родился в 1909 году в Ист-Ориндже, штат Нью-Джерси. Самостоятельно освоил ударные инструменты, приехал в Нью-Йорк, работал парикмахером в пароходстве и брал частные уроки у Чарли Брукса — барабанщика Линкольн-театра.
Учась в школе, Уильям Коул принимал участие в футбольном матче. Передавая ему пас, партнёр по команде крикнул: «Эй, Коулзи, принимай!» Так у будущего барабанщика появилось прозвище, которое впоследствии уменьшилось до «Кози».
Начало его карьеры барабанщика относится к 1928 году когда он начинает сотрудничать с Вилбером Свитэном. В 1930 году он играл в Jelly Roll Morton’s Red Hot Peppers, записав соло на ударных в песне «Load of Cole». В 1931—1933 годах он играл с Blanche Calloway. Известность ему принесла игра в оркестрах Бенни Картера (1933-1934), Уилли Брайанта (1935—1936), Стаффа Смита (1936—1938), Кэба Кэллауэя (1938—1942). С последним составом записал блестящие композиции «Crescendo In Drums», «Paradiddle». В 1942 году он был приглашён Рэймондом Скоттом, музыкальным директором радио CBS, в оркестр.
Его сингл 1938 года «Topsy Part 2», значительную часть которого составляет соло на ударных, достиг 3-й позиции в Billboard Hot 100 и первого номера в R&B-чарте.
Стремясь добиться совершенства, в 1942-1945 учился в Джульярдской школе. В 1949—1953 годы играл в звёздном составе Луи Армстронга — «Louis Armstrong’s All Stars», параллельно выступая в бродвейских театрах и записываясь со многими музыкантами свинга.
В 1952 году вместе с Джином Крупой организовал в Нью-Йорке школу барабанщиков, которая просуществовала до 1973 года.
Кози Коул иногда снимался в эпизодических ролях в фильмах на музыкальную тематику, например Don't Knock the Rock. В 1960-х и 1970-х годах продолжал играть с различными исполнителями.
Скончался 31 января 1981 года от рака в Колумбусе, штат Огайо.

## Дискография
- Cozy Cole (1955)
- Cozy Cole And His All Stars (1958)
- Topsy (1958)
- Cozy Cole (1959)
- Concerto For Cozy Cole (1966)
- Lionel Hampton Prasents Cozy Cole And Marty Napoleon (1977)